# NGC 4284
NGC 4284 (również PGC 39775 lub UGC 7393) – galaktyka spiralna (Sbc), znajdująca się w gwiazdozbiorze Wielkiej Niedźwiedzicy. Odkrył ją William Herschel 17 kwietnia 1789 roku.